# Принц Ойген (линеен кораб, 1912)
Принц Ойген (на немски: SMS Prinz Eugen) е австро-унгарски линеен кораб от времето на Първата световна война. Трети кораб от типа „Тегетхоф“. Кръстен е в чест на принц Евгений Савойски.
„Принц Ойген“ е построен в Триест, а след Първата световна война, според условията на Сенжерменския мирен договор е предаден на Франция, където се използва като мишена за артилерията.